# زنبق کوشاکویچ
زنبق کوشاکویچ (نام علمی: Iris kuschakewiczii) نام یک گونه از سرده زنبق است.